# Неконтактирани народи
Неконтактирани народи су групе аутохтоних народа који живе без сталног контакта са суседним заједницама и светском заједницом. Групе које одлуче да остану без контакта називају се аутохтоним народима у добровољној изолацији.
Процене Међуамеричке комисије за људска права при УН и непрофитне групе Survival International указују на постојање између 100 и 200 племена која броје до 10.000 људи. Већина племена живи у Јужној Америци, посебно у Бразилу, где бразилска влада и National Geographic процењују између 77 и 84 племена.
Сазнања о неконтактираним народима углавном потичу из сусрета са суседним домородачким заједницама и на основу снимака из ваздуха.
Међународне организације су истакле важност заштите животне средине и земљишта аутохтоних народа, важност њихове заштите од експлоатације или злоупотребе и важност изостанка контакта како би се спречило ширење савремених болести.
Историјска експлоатација и злостављање од стране већинске групе довели су до тога да многе владе дају људима без контакта своју земљу и законску заштиту. Многе аутохтоне групе живе у националним шумама или заштићеним подручјима, као што је Вале до Јавари у Бразилу или острво Северни Сентинел у Индији.
Препознајући безброј проблема при контакту са племенима, Савет Уједињених нација за људска права 2009. и Међуамеричка комисија за људска права 2013. увели су смернице и препоруке које су укључивале право на избор самоизолације.
Било је извештаја о људским сафаријима на индијским Андаманским острвима и у Перуу, где туристичке компаније покушавају да помогну туристима да виде људе без контакта или недавно контактиране људе. Ова пракса је контроверзна. Већина неконтактираних народа живи у Јужној Америци.